# Bobby Bloom
Robert "Bobby" Bloom, född 1945, död 28 februari 1974, var en amerikansk sångare och låtskrivare. Han hade bara en hit, med låten "Montego Bay" om staden i Jamaica. Han skrev "Montego Bay" tillsammans med Jeff Barry som även producerade låten. Bloom led av depression vilket fick honom att skjuta sig själv 1974.

## Biografi
Under början av 1960-talet var Bloom medlem i ett doo wop-band, The Imaginations, där han sjöng låten "Wait A Little Longer, Son". Hans karriär som musiker började ta fart år 1969, då han belönades med ett kontrakt att komponera musik till en reklamfilm för Pepsi. Han var med och skrev låten "Mony Mony", som blev en hit med Tommy James & the Shondells. Tillsammans med Jeff Barry skrev han låten "Sunshine", som blev en hit med The Archies år 1970. 
Bloom arbetade även som ljudtekniker åt musiker som Louis Jordan och Shuggie Otis. Bloom spelade ofta in demoversioner av sina låtar i en studio ägd av vännerna Peter Anders och Vincent Poncia, Jr. Bland hans tidiga projekt ingick bland annat låtarna "Love Don't Let Me Down" och "Count on Me".
Bloom led av en depression under slutet av sitt liv och han dog vid 28 års ålder. Han sköt sig av misstag då han rengjorde ett vapen

## Diskografi

### Album
- 1970 – The Bobby Bloom Album (#126 på Billboard 200)
- 1971 – Where Are We Going

### Singlar
- 1970 – "Montego Bay" (#8 på Billboard Hot 100, #3 på UK Singles Chart)
- 1970 – "Heavy Makes You Happy" (#31 på UK Singles Chart)
- 1971 – "Where Are We Going" (#84 på UK Singles Chart)